# Wolfgang Lukschy

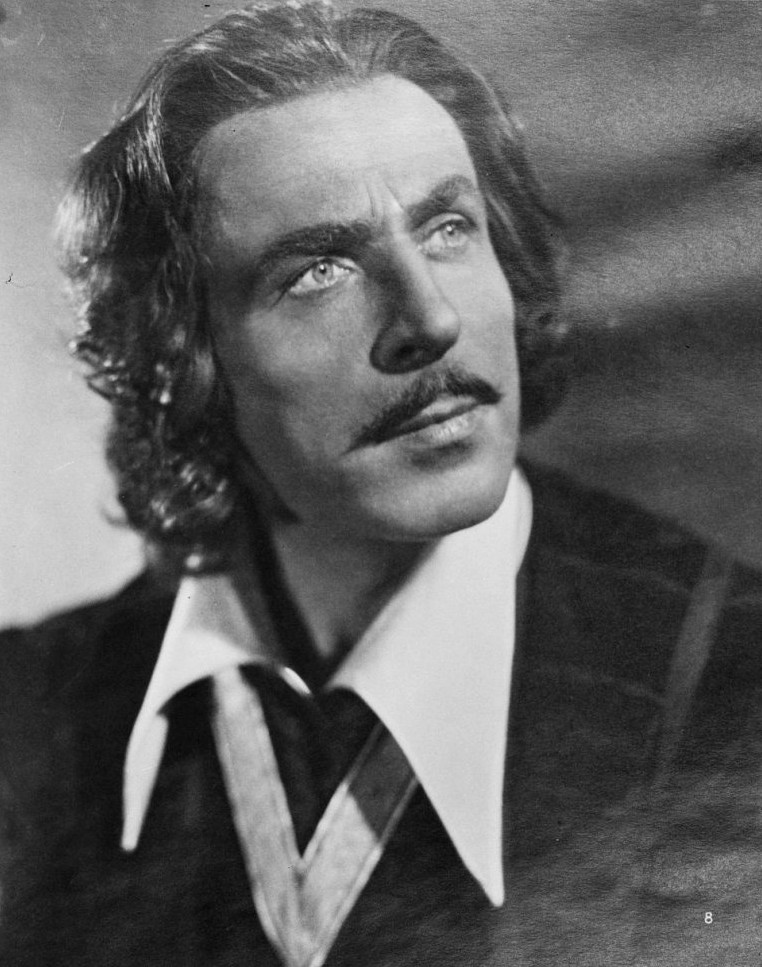
Wolfgang Lukschy in dem Film Das Mädchen Christine, 1948

Wolfgang Jakob Franz Ludwig Lukschy (* 19. Oktober 1905 in Charlottenburg; † 10. Juli 1983 in Berlin) war ein deutscher Bühnen- und Filmschauspieler und vielbeschäftigter Synchronsprecher. Wolfgang Lukschys Sohn Stefan (* 1948) ist als Regisseur und Autor tätig.

## Leben
Wolfgang Lukschy war der Sohn des Ingenieurs Ludwig Lukschy und der Margarete Anna geb. Kuhnert. Der Vater war Katholik, die Mutter Lutheranerin. Geboren wurde er in der elterlichen Wohnung in der Fraunhoferstraße 15 in Charlottenburg.
Er arbeitete zunächst mehrere Jahre in seinem Lehrberuf als Chemigraf, später auch als Filmkopierer. Mit 23 Jahren nahm er 1928 Schauspielunterricht bei Paul Bildt und erhielt alsbald Engagements an verschiedenen Bühnen Deutschlands. Neben der Berliner Volksbühne trat er unter anderem in Stuttgart, Würzburg, München und Hannover auf, bis er elf Jahre später nach Berlin an das Schillertheater zurückkam. 1940 spielte er seine erste Filmrolle in Friedrich Schiller – Triumph eines Genies, doch nur wenige weitere Rollen sollten bis zum Kriegsende folgen. Lukschy verkörperte zu dieser Zeit den galanten Liebhaber und erreichte in dem Revuefilm Die Frau meiner Träume an der Seite von Marika Rökk zunächst den Höhepunkt seiner Popularität. Lukschy stand 1944 in der Gottbegnadeten-Liste des Reichsministeriums für Volksaufklärung und Propaganda.

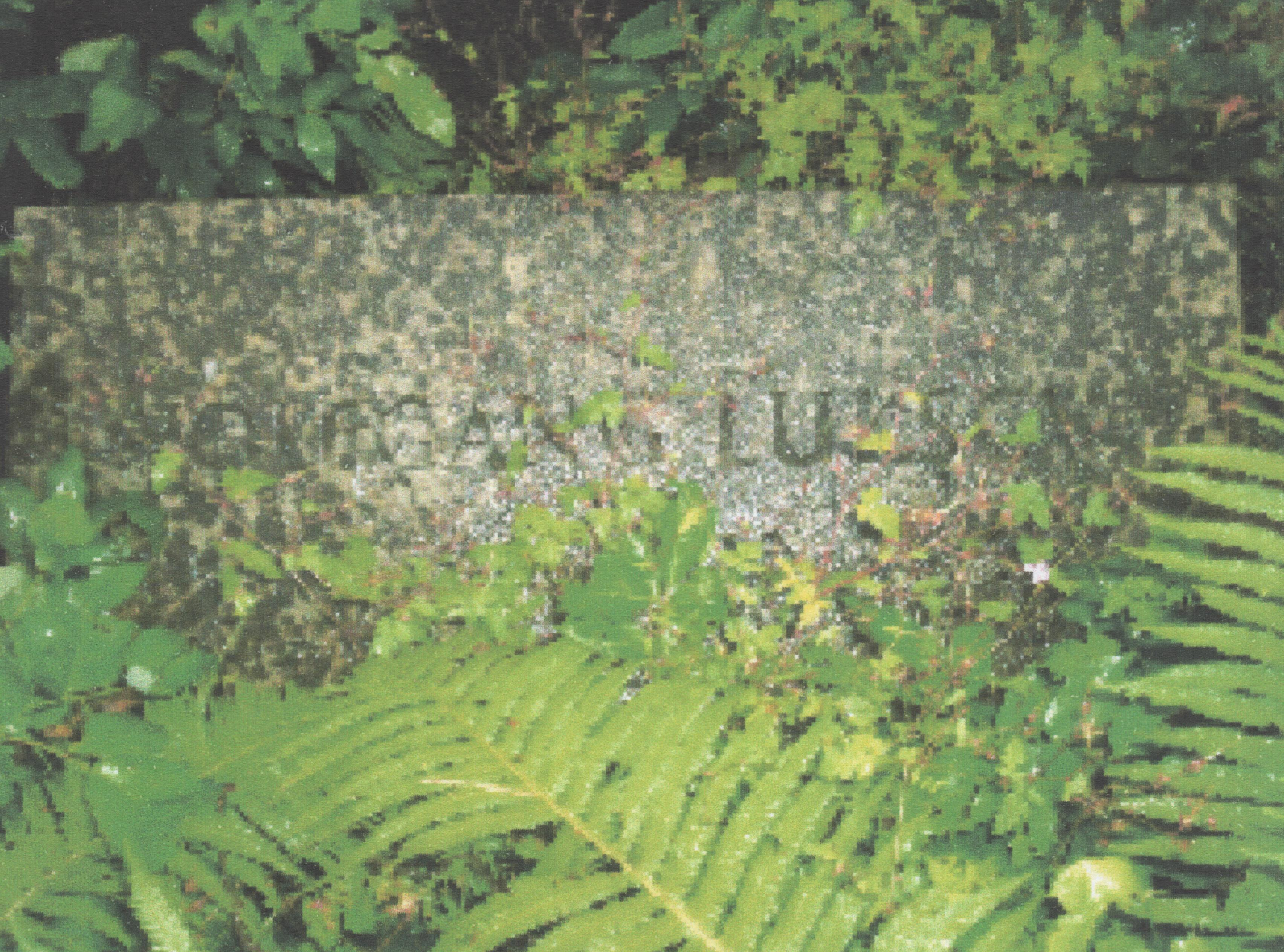
Grabstätte von Wolfgang Lukschy

Nach dem Zweiten Weltkrieg betätigte sich Lukschy auch als Regisseur und war weiterhin am Theater und bei der Deutschen Film AG (DEFA) aktiv. Am Theater agierte er etwa 500-mal in der Rolle des Professor Higgins im Musical My Fair Lady, im Film spielte er neben Petra Peters, Tilly Lauenstein, Walter Gross und Karin Jacobsen mehrere Hauptrollen. In den 1960er-Jahren war er in Edgar-Wallace- und Karl-May-Filmen zu sehen. Auch in internationalen Streifen wie Der längste Tag (1962) oder Für eine Handvoll Dollar (1964) konnte man ihn sehen. In seinen Filmrollen stellte er jetzt meist zwielichtige Charaktere dar, die hinter äußerlicher Korrektheit ihren übertriebenen Ehrgeiz oder ihre fragwürdige Vergangenheit kaschieren. Im Fernsehen spielte Lukschy in der Kriminalreihe Tatort und anderen Fernsehspielen. Darüber hinaus nahm er 1971 eine Version des Titelsongs aus dem Film Spiel mir das Lied vom Tod mit gesprochenem deutschen Text auf. Diese wurde in der 42. Folge der Fernsehserie Der Kommissar aus dem Jahr 1971, Ein rätselhafter Mord, verwendet.
Eine von Lukschys Haupttätigkeiten war immer auch die Synchronisation: James Mason, Walter Matthau, Stewart Granger, Gregory Peck, John Wayne und andere sprachen in deutschsprachigen Lichtspieltheatern häufig mit seiner Stimme. Im Film Der dritte Mann (The Third Man) (Synchronfassung von 1949) lieh er Joseph Cotten für die Rolle von Holly Martins seine Stimme, in Zwölf Uhr mittags (High Noon) (Synchronfassung von 1953) Gary Cooper als Town Marshal Will Kane. Seine Grabstätte befindet sich auf dem Waldfriedhof Dahlem in Berlin in der Abt. 1B-6.

## Filmografie (Auswahl)
- 1940: Friedrich Schiller – Triumph eines Genies
- 1941: Ohm Krüger
- 1942: Zwischen Himmel und Erde
- 1943: Gefährtin meines Sommers
- 1943: Ich werde dich auf Händen tragen
- 1943: Die Degenhardts
- 1944: Die Frau meiner Träume
- 1944: Erzieherin gesucht
- 1945: Kamerad Hedwig (unvollendet)
- 1948: Blockierte Signale
- 1948: Die Andere
- 1949: Hafenmelodie
- 1949: Nächte am Nil
- 1949: Das Mädchen Christine
- 1951: Was das Herz befiehlt
- 1952: Heimweh nach Dir
- 1952: Der Tag vor der Hochzeit
- 1953: Der Feldherrnhügel
- 1953: Drei, von denen man spricht (Glück muß man haben)
- 1953: Du bist die Welt für mich
- 1954: Heideschulmeister Uwe Karsten
- 1954: Emil und die Detektive
- 1955: Die Deutschmeister
- 1955: Der fröhliche Wanderer
- 1956: Fuhrmann Henschel
- 1956: Skandal um Dr. Vlimmen
- 1957: Das haut hin
- 1957: Die Zürcher Verlobung
- 1958: Das verbotene Paradies
- 1958: Das Mädchen vom Moorhof
- 1959: Die Nacht vor der Premiere
- 1960: Bis dass das Geld Euch scheidet…
- 1960: Ich schwöre und gelobe
- 1961: Und sowas nennt sich Leben
- 1961: Die toten Augen von London
- 1961: Das letzte Kapitel
- 1962: Der längste Tag
- 1962: Sherlock Holmes und das Halsband des Todes
- 1962: Bekenntnisse eines möblierten Herrn
- 1963: Scotland Yard jagt Dr. Mabuse
- 1964: Samson und der Schatz der Inkas (Sansone e il tesoro degli Incas)
- 1964: Der Fall X 701
- 1964: Für eine Handvoll Dollar (Per un pugno di dollari)
- 1964: Das siebente Opfer
- 1965: Spione unter sich (The Dirty Game)
- 1965: In Beirut sind die Nächte lang
- 1965: Die Hölle von Manitoba
- 1965: Durchs wilde Kurdistan
- 1965: Old Surehand
- 1970: Was ist denn bloß mit Willi los?
- 1970: Die Feuerzangenbowle
- 1970: Frisch, fromm, fröhlich, frei
- 1971: Die nackte Gräfin
- 1974: Die Akte Odessa (The Odessa File)
- 1975: Inside Out – Ein genialer Bluff (Inside Out)

### Fernsehen
- 1969: Luftsprünge (Fernsehserie)
- 1970: Dem Täter auf der Spur – Schlagzeile: Mord
- 1970: Tatort – Saarbrücken, an einem Montag
- 1971: Yester, der Name stimmt doch?
- 1972: Suchen Sie Dr. Suk! (Fernsehserie, 9 Folgen)
- 1973: Paganini (Fernsehfilm)
- 1973: Lokaltermin (Fernsehserie, 1 Folge)
- 1977: Die Kette (Durbridge-Zweiteiler)
- 1977: Es muß nicht immer Kaviar sein (Fernsehserie, 1 Folge)
- 1979: … mit besten Empfehlungen
- 1979: Kommissariat 9 (Fernsehserie) – Die Großen und die Kleinen

## Hörspiele
- 1949: Theodor Fontane: Effi Briest (Major von Crampas) – Regie: Heinz-Günter Stamm (Hörspiel – BR)
- 1955: Rudolf Bayr: Agamemnon muß sterben (Sprecher) – Regie: Hans Conrad Fischer (Hörspiel – SFB)